# Spoorlijn Sønderborg - Skovby
De spoorlijn Sønderborg - Skovby (Deens: Mommarkbanen) was een lokaalspoorlijn tussen Sønderborg en Skovby met een zijlijn naar Mommark van het eiland Als in Denemarken.

## Geschiedenis
De lijn is aangelegd als meterspoor in de tijd dat Als tot Pruisen behoorde door de Kreis Sonderburg, samen met de zijlijn Vollerup - Nordborg. In 1920 werd Als na een referendum weer Deens waarna de spoorlijnen werden overgedragen aan de Danske Statsbaner en in 1933 omgespoord naar normaalspoor. De aansluiting van de gasfabriek is metersporig gebleven tot deze werd gesloten in 1951.
In 1962 is de lijn gesloten.

## Huidige toestand
Thans is de volledige lijn opgebroken.